# ННТК
ННТК (Независимая национальная творческая корпорация) — неформальное объединение музыкантов и продюсеров, специализирующийся на продвижении русского андеграунда, существовавшее в 2003-2013 гг как музыкальный лейбл и концертное агентство.
В разное время под эгидой ННТК в Москве функционировало несколько рок-клубов, сеть репетиционных баз, студия звукозаписи. В 2003—2006 годы объединение выпускало молодёжные культурно-просветительские газеты «Доктрина» и «Линия отрыва». С конца 2000-х годов более известна, как организатор ежегодных фестивалей сибирского рока «Вечная Весна» и «Пепел». Также являлась информационным спонсором таких проектов, как «Русский прорыв», «Халтурин-фест», «Буревестник» и «Панк Юрского периода»
Среди команд, с которыми работала ННТК: Jah Division, Адаптация, Банда Четырёх, Вис Виталис, Беловодье, Водопад имени Вахтанга Кикабидзе, Гражданская Оборона, Гулаг, Дурное Влияние, Западный фронт, Инструкция по выживанию, Кооператив Ништяк, Коррозия металла, Красные звёзды, Кузя УО, Манагер и «Родина», НедРа, Ник Рок-н-Ролл, Оргия праведников, Звуки Му, Панки по пьянке, Путти, Северное сияние, Тёплая трасса, Террор, Флирт, Церковь Детства, Чернозём, Шмели, Электрические партизаны, Эшелон.
В мае 2013 года, отметив 10-летие, объединение прекратило свое существование.